# Polkovnik Djakovo
Polkovnik Djakovo (bulgariska: Полковник Дяково) är ett distrikt i Bulgarien.   Det ligger i kommunen Obsjtina Krusjari och regionen Dobritj, i den nordöstra delen av landet, 400 km öster om huvudstaden Sofia.
Trakten runt Polkovnik Djakovo består till största delen av jordbruksmark. Runt Polkovnik Djakovo är det ganska tätbefolkat, med 75 invånare per kvadratkilometer.